# بياتريس إيرفين
بياتريس إيرفين (16 يوليو 1877، داغشاي، الهند – 20 مارس 1953، سان دييغو، كاليفورنيا). كانت ممثلة وشاعرة ومصممة وناشطة في الديانة البهائية. وُلدت تحت اسم أليس بياتريس سيمبسون، واختارت بياتريس إيرفين اسمًا فنيًا لها واعتمدته فيما بعد كاسمها الحقيقي.
بعد انتقال عائلتها إلى اسكتلندا ثم إلى إنجلترا، التحقت بياتريس إيرفين بكلية سيدات تشيلتنهام حيث تخرجت في عام 1895 وأجرت اختبار الدبلوم الجامعي في الفنون، حيث حلت في المركز الخامس لذلك العام. بدأت بعدها سلسلة من المهن، بدءًا من ممثلة في المسرح حيث أدت أدوارًا في مستعمرة كيب، كما كانت تعرف آنذاك، وجالت في أمريكا، وقضت فترة قصيرة في البلد الجديد آنذاك وهو أستراليا، وأدت أيضًا في شانغهاي. نشرت كتاب شعر وبعض القصائد في أماكن مختلفة. لم تكن أيًا من هاتين المهنتين ناجحتين إلى حد بعيد، ولكن راجت بعض أعمالها عندما دمجتها مع استخدام مقصود للإضاءة الملونة. التقت وأعجبت وتلقت تشجيعًا من النحات الفرنسي أوغست رودان. بعد تواصلها مع بعض معتنقي الثيوصوفيا قبل عام 1910، التقت أيضًا بقائد صوفي يدعى عنايت خان، ثم بزعيم الديانة البهائية، عبد البهاء، ديانة ارتبطت بها بياتريس على نحو متزايد. أدى نجاحها في مجال الألوان إلى تخصصها ونمو حياتها المهنية، وأطلقت على نفسها لقب «اختصاصية الإضاءة»، وحازت على براءة اختراع جهاز إضاءة، وكتابة نص بعنوان «العلم الجديد للألوان» متعلق جزئيًا بعلم الألوان النفسي. بعد أداء الحج البهائي في عام 1930 للقاء رئيس الديانة آنذاك، شوقي أفندي، وبدءه إجراء خطط تنفيذ الخطة الإلهية التي وضعها عبد البهاء التي أظهرت مبادرة تجاهها، كرست معظم سنواتها الأخيرة للترويج للديانة في أمريكا الوسطى ومن ثم في أمريكا الجنوبية قبل انتقالها إلى مايوركا في سنواتها الأخيرة قبل عودتها إلى سان دييغو حيث توفيت. في حين شغلت نفسها بشكل متزايد بهذه الجهود، نال عملها في مجال الألوان، خاصة من خلال كتابها «العلم الجديد للألوان»، شغفًا كبيرًا من قبل بعض الفنانين الأستراليين، مثل روي دي مايستر وغرايس كوسينغتون سميث، رغم فهمهم تلك الأعمال من منظور الثيوصوفيا.

## السيرة الذاتية

### النشأة
تزوج جد بياتريس إيرفين من جهة أمها جون هول من لوسي كامبل هاكشو في عام 1847. كان هول في الجيش البريطاني وكان ماسونيًا.:p540-1 وُلدت ابنتهما الصغرى أليس في عام 1852 في ما كان يسمى آنذاك بومباي، الهند، ونشأت وتزوجت من وزير الأنجليكان القس ويليام سيمبسون، الذي كان يخدم في الهند، في عام 1873.:544 وُلد سيمبسون في دبلن ربما في عام 1829 وكان بالتالي أكبر من أليس بأكثر من 20 عامًا. بعد عدة تعيينات سابقة كوزير، تقدم سيمبسون بطلب للخدمة في الهند في عام 1857. خدموا معًا في عدة مواقع في النهاية في داغشاي، الهند، في أقصى الشمال في نطاق الحدود الجبلية قبل الهيمالايا حيث وُلدت كلا الابنتين. كان ذلك خلال فترة الراج البريطاني وسط فترة المجاعة الكبرى 1876–1878 التي بدأت في المناطق الجنوبية والغربية وانتشرت شمالًا. تم تعميد ابنتهما الثانية، أليس بياتريس سيمبسون، التي عُرفت لاحقًا باسم بياتريس إيروين، في كاساولي القريبة في أغسطس، 1877، وُلدت في 16 يوليو. حوالي وقت ولادتها تم تعيين ويليام لخدمة في روركي، خارج سفوح جبال الهيمالايا ثم تقاعد في عام 1879 على الرغم من أنه ليس من الواضح أين عاشت العائلة حتى عُرف أنهم كانوا في اسكتلندا في عام 1886 نحو نهاية العصر الفيكتوري مع ولادة آخر طفل لديهم آرثر جون سيمبسون. في عام 1888 عاد ويليام من التقاعد لخدمة كنيسة بالقرب من غلاسكو. في إجازات الشتاء لعام 1891 كانوا هم ولوسي هول يعيشون جميعًا في غلاسكو. حوالي ذلك الوقت التقت أليس بياتريس إلين تيري التي أوصت بأن تنظر في المسرح بعد إنهائها التعليم المدرسي. قد يكون ويليام سيمبسون قد تُوفي ق. 1894. ثم انتقلت العائلة إلى لندن وأكملت الأخوات تعليمهن في كلية شلتنهام للبنات، وعشن على الثقة الاستثمارية للسيدات اللاتي اشترين معًا منزلًا وعاشت فيه كل العائلة.
أصبحت الأم أليس عضوًا في جماعة الفجر الذهبي الهرمسية في 12 يوليو 1895، وتقدمت درجة في 1899، تلتها الابنة الكبرى إلين في 1897 وبياتريس في 1899. التقت الأم أليس بـ آليستر كراولي بعد انضمامه في 1898. كانت المنظمة على وشك الانقسام وكانت تصرفات كراولي تشمل الأم والابنة إلين، الأخت لبياتريس، وحدثت عدة إبعاد في 1900 ومن ثم كانت الابنة إلين على وشك الزواج لكن استمرت الاتصالات بينهم.
بينما كانت بياتريس قد أنهت تعليمها في شلتنهام عن طريق اجتياز "امتحان الكبار المحلي أو «امتحان إيه. إيه»" لجامعة أكسفورد الذي أُقيم في شلتنهام عندما كانت تبلغ حوالي 18 عامًا، مما منحها اللقب الرسمي زميل في الفنون من جامعة أكسفورد، لكنه لم يكن درجة تمنح مباشرة على أساس الحضور. في الواقع، من بين أولئك الذين اجتازوا الامتحان بحلول خريف 1895 حصلت على المرتبة الخامسة على الإجمال والمرتبة 65 في اللغة الإنجليزية. لا يزال من غير المعروف إذا كانت قد التحقت بدراسة إضافية ربما مع كلية سانت هيلدا؛ غريتون يُذكر أيضا على أنه كان في اعتبارها لكنه لم يُجرّب. ولكن في عام 1897 يُلاحظ أنها اختارت المسرح على الدراسة الجامعية الإضافية وتبنت اسم المسرح "بياتريس إيروين". وربما كبداية لها في مسيرتها الفنية، تظهر بياتريس باسمها المسرحي في رحلة بحرية في نوفمبر 1897 من لندن إلى كندا. لقد انخرطت بالتأكيد في إنتاجات مسرحية في إنجلترا ثم ذهبت إلى ما كان يُعرف آنذاك بـمستعمرة كيب، قبل عقد أو نحو ذلك من أن تصبح اتحاد جنوب إفريقيا، تحت إنتاجات هنري إيرفينغ وإلين تيري في بعض الكوميديات وظهرت هناك في وقت مبكر من أبريل 1898، واستمرت حتى نوفمبر مع مراجعة جيدة في أغسطس في المسرحية "أهمية التحلي بالجدية".

### المسرح
عادت إروين إلى لندن بحلول يونيو 1899 في إنتاج مسرحي. في أكتوبر كانت في شركة المسرح إيرفينغ-تيري من لندن قادمة إلى نيويورك، خلال رئاسة ويليام مكينلي، (قبل إعادة انتخابه واغتياله اللاحق) و كانت تؤدي مع مجموعة من المسرحيات. كان برام ستوكر مدير الشركة. معظم الشركة والمواد جاءت عبر الباخرة ماركيت مع شحن الأجزاء الخاصة بمجموعة المسرحيات بينما جاء البعض على RMS إتروريا. عندما انتقلت إنتاجات الشركة إلى واشنطن العاصمة، كانت هناك تصريحات إيجابية موجزة عن تمثيل إروين. واصلت الشركة العروض أثناء جولتها حتى مايو 1900. بينما كانت إروين تجول في أمريكا، انتقلت شقيقتها وعائلتها إلى هونغ كونغ. بحلول أكتوبر في أمريكا، عادت الشركة إلى لندن وكانت إروين تمثل في مسرحية أخرى، "Mrs Dane's Defence" في مسرح ويندهام. كانت المراجعات متباينة بعض الشيء: "التمثيل الجيد يتوقع المرء أن يجده في مسرح السيد ويندهام؛ ويجده بالفعل. ما عدا لكنة الاسكتلندية المستحيلة لبياتريس إروين، التي هي أقل تميزًا من العرق المزعوم لجانيت كولهون من حيث جوها العام من الحكمة والثبات،..." رغم أن تمثيلها كان قد علّق عليه بشكل إيجابي مرة أخرى. شاركت إروين أيضًا في مسرحية أخرى "Still Waters Run Deep" في ديسمبر. مع انتهاء العصر الفيكتوري بوفاة فيكتوريا ملكة المملكة المتحدة وبدء العصر الإدواردي، كانت إروين في "Mrs. Dane's Defence" التي أُقيمت في لندن حتى مايو 1901. تجمع العديد من عائلة سيمبسون بما في ذلك بياتريس لفصل شتاء 1901 في لندن، ثم أُقيمت المسرحية في نيويورك ولكن إروين لم تؤدي.

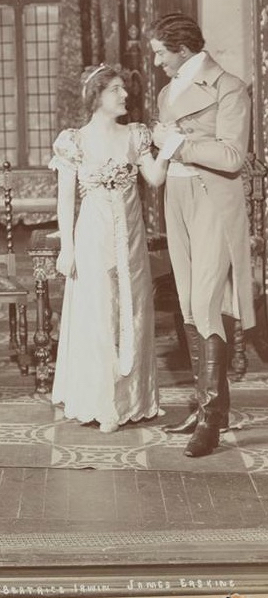
اختيار صورة تتضمن بياترِس إيرفين في مسرح غاريك في عام 1902 في مسرحية "There's Many a Slip".

 في فبراير 1902، كانت إيرفين في مسرحية أخرى في لندن بعنوان "The New Clown" في لندن مع تعليقات إيجابية على أدائها، على الرغم من أنها بحلول مارس لم تكن في المسرحية. كما عادت لتؤدي في "دفاع السيدة دان" لأداء العروض. في يوليو، ذُكرت إيرفين في عمل قادم بعنوان "There's Many a Slip" سيتم إنتاجه من قبل تشارلز فروهمان قادماً من لندن إلى نيويورك لبدء جولة. تم عرض المسرحية في لندن - في مسرح هايماركت - وتم نشر صورة للمسرحية بما في ذلك إيرفين في مسرح غاريك. وصلت إيرفين إلى أمريكا على متن السفينة إس إس فيلادلفيا (كما كانت تُسمى حينها) في أواخر أغسطس. استمرت المسرحية في صنع الأخبار في سبتمبر جزئياً مع إشعار ظهور إيرل روسلين لأول مرة كممثل مع تعليقات إيجابية على أداء إيرفين من قبل كيت كاريو وآخرين. وكانت هناك مسرحيات أخرى للفرقة.

في منتصف أكتوبر جاءت الأخبار عن خطبة إروين لجيمس فرانسيس هاري سانت كلير-إرسكين، ذلك إيرل روسلين. أشار التغطية المبكرة للخطبة إلى أن بياتريس إروين كان اسمها المسرحي وأن والدها كان القس السابق ويليام سيمبسون من اسكتلندا. ترددت شائعات عن خطيب آخر ترك المسرحية في ذلك الوقت أيضًا. 

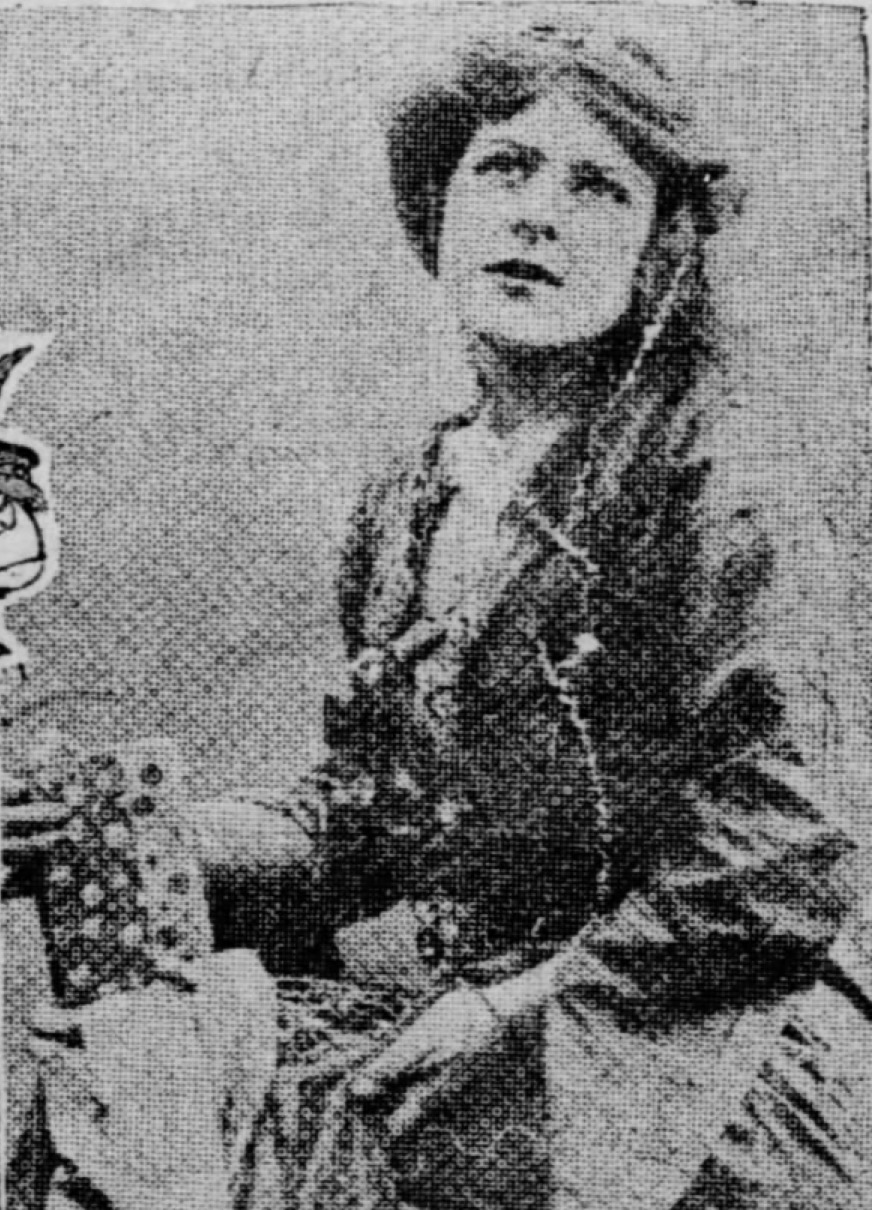
اختيار صورة نشرت في الفيلادلفيا إنكويرر 19 أكتوبر، 1902 لبياتريس إروين

 كانت أخبار الخطبة منتشرة على نطاق واسع، وأقيم حفل استقبال. مسرحية أخرى في ذلك الوقت كانت "صاحب السعادة الحاكم". استمرت الفرقة في جولتها رغم أن الإيرل غادر بحلول نوفمبر، في حين استمر الثناء على المسرحية والتعليق الإيجابي على إروين. هناك ذكر عرضي لها بـ بياتريس سيمبسون. في ديسمبر، قام الإيرل برحلة على إتروريا من ليفربول عائداً إلى نيويورك وفي ذلك الوقت كان يبحث عن مسرحية أخرى ليكون فيها وقال إن الخطبة لم تكن ثابتة. في أثناء ذلك، انتقلت شقيقة بياتريس إلين وعائلتها إلى شنغهاي خلال السنة.
في يناير 1903، عادت إيرفين والشركة إلى نيويورك مع المسرحية التالية - "غير المتوقع" - كجزء من شركة مسرح الإمباير، التي أحبتها كيت كاريو مجددًا لكنها لم تكن معجبة بها بشكل مفرط، على الرغم من أنها حصلت على تصفيق حار وقوفًا، بينما واصلت الشركة جولات واسعة. لكن تأتي الأخبار في منتصف فبراير أن إيرفين استقالت من الشركة وانضمت إلى شركة أسسها حبيبها، يُقال أحيانًا إنه زوجها، وكانت المسرحية الأولى "الشابة الآنسة بيتيفر". تمكنت الشركة من الوصول إلى كندا وصورت إيرفين مرة أخرى في الصحيفة. لا تزال بعض الصحف تلاحظ الاسم الفني والعائلة. ولكن بحلول منتصف مارس رفضت الخطوبة. غادرت الشركة على الفور وأبحرت إلى إنجلترا/أوروبا حيث غادرت فعليًا بعد منتصف مارس، رغم أنه تبعها قريباً، بينما كانت أخبار الخطوبة لا تزال تنتشر غربًا. في أغسطس، عادت إيرفين من أوروبا الآن في مسرحية أخرى "كرايتون الرائع". كان هناك توقف ثم عودة إيرفين في منتصف أكتوبر، واستئناف إنتاج المسرحية. لكنها أُغمي عليها مرتين في العروض في نهاية عام 1903 وأوائل عام 1904، واستقالت من الأداء في فبراير. في مارس وأبريل 1905، أعلن إيرل الزواج من شخص آخر.

أين كانت إروين من ربيع 1904 حتى ربيع 1906 لم يُذكر بعد. في أواخر أبريل 1906 ذُكرت إروين باختصار طالبة معلومات حول تاريخ عائلة إيرفين من منزل في شرق لندن. في يونيو تم ذكرها في طاقم عرض اليوبيل لإلين تيري في لندن. مرة أخرى يمر عام بدون تفاصيل - حتى توفيت جدتها لوسي. تأتي الأخبار في يوليو 1907 عن انضمام إروين إلى فرقة مسرحية لتؤدي في الأمة الفتية أستراليا في مسرحية "Brewster's Millions"، وأول عرض يتم بالفعل في منتصف سبتمبر في سيدني. ربما سافرت مع والدتها.:p198-9 انتقلت إروين إلى ملبورن بعد أن أجرت بعض المقابلات وإجراء المزيد. وقيل من إحدى المقابلات أن هذه هي أول مرة لها في أستراليا، وصلت على RMS Victoria، وأنها تتقن الألمانية والفرنسية وتتعلم الإيطالية، ولديها بعض المعرفة باللاتينية وتستمتع بركوب الخيل. كما ذكرت كونها كانت في باريس عيد الميلاد السابق (وبالتالي أواخر 1906.) في تلك الفترة أيضًا تقول أن لديها بعض المعرفة بالمسرح الفرنسي، الألماني، الصيني والياباني، (خلال رحلة ما إلى بريطانيا من أمريكا عبر آسيا في وقت ما، ربما بين 1904-6) - حيث كانت تفضل الفرنسي أولاً، لكنها لاحظت أيضًا الأسلوب الياباني بإعجاب. في الواقع، ادعت لاحقًا أنها قدمت عرضًا في شنغهاي، حيث كانت أختها أيضًا تعيش في ذلك الوقت، خلال أواخر سلالة تشينغ الحاكمة. كما قالت إنها تفضل المسرحيات التي تكون أكثر "زيًا وشخصية" رغم أنها تتمنى الغناء في كوميديا على طراز جيلبرت وسوليفان، وأنها تكره التهريج.

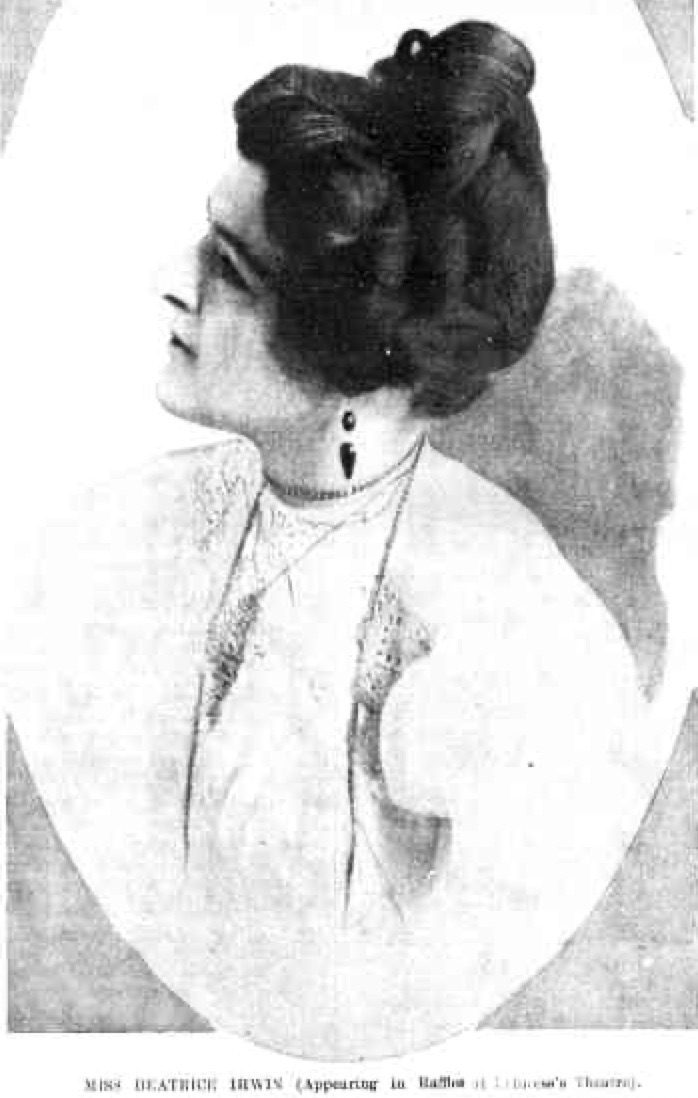
بياتريس إروين خلال جولتها في أستراليا، 1907

 كان لها أقارب في سيدني، ونشرت صورتها. كان أول عرض لها في ملبورن مراجَع بإيجابية، ولكن بحلول أوائل أكتوبر كانت هناك شائعات عن مشاكل، أدوار محدودة حتى وإن كانت ناجحة في نظر البعض وغير ناجحة في نظر الآخرين أو لا يُنشر سوى صورتها. بحلول نهاية أكتوبر يتضح أنها مريضة، وفقًا لأحد التقارير انهيار عصبي، أو وُصفت أيضًا بالإغماء على المسرح خلال عرض، طلبت نصيحة طبية، وعادت إلى إنجلترا في نوفمبر. ممثلة أخرى من نفس الفرقة استمرت لفترة أطول قليلاً. لا يوجد أي شيء ظاهر عن إروين في 1908 تم تحديده حتى الآن وفي 1909 الذكر الوحيد الذي تم العثور عليه حتى الآن هو في قائمة الأسماء المسرحية والمهنية. ربما كان خلال هذا الوقت أن تشارلز ويبستر ليدبيتر قد كان له تأثير على عمل إروين المستقبلي من خلال كتابه وآني بيزنت "Thought-Forms" لعام 1901، الذي طُبع مرة أخرى في 1905، والذي يحتوي على فصل بعنوان "معنى الألوان" وعدة لوحات ملونة ومعانيها المنسوبة.:p198،201

### الشعر والمسرح
في مارس، 1910، ظهرت إروين لأول مرة معروفة بنشر قصيدة في أمريكا:
إلى عالم الرجال دعني أذهب؛ الحُب والشفقة لا يسكنان هناك - هذا أعلمه. ماذا تجد إذاً، في الدنيا - شهرة؟ على نبضها سأضبط خاصتي
 تم إدراج إروين مرة أخرى في مراجعة لأسماء المسرح في مارس في أمريكا. قصيدتها الأولى تتكرر صداها قريباً.

يبدأ هذا الإعلان الجديد بملاحظة نشاطها عندما انتخبها نادي أدبي في لندن كعضو شرفي ويأمل في توسيع وجوده في الولايات المتحدة. تذكر أنها تعد كتابًا من القصائد الخاصة بها. رغم أنها بدأت بوضوح مهنة أدبية بحلول أبريل، من الواضح أيضًا أنها كانت في مسرحية جديدة في نيويورك. تم إجراء مقابلة معها مرة أخرى، هذه المرة مشيرين إلى تعليمها وتذكرت لقاءها مع تيري. تتحدث عن امتلاكها لمجلد من القصائد والبحث عن ناشر، "ولكن قلة منهم رأوا القصائد، لأن الآنسة إروين مترددة قليلاً بشأن مشروعها الجديد." تم الإشارة إليها بشكل إيجابي في إنتاج لفرقة بن جريت بلايرز في مسرح الجاردن منذ أبريل، في حين ظهرت قصيدة في الطباعة في مايو. بعد انقطاع في الصيف، تعود إروين إلى الصحف في سبتمبر مع قصيدة ثم في نوفمبر مع ذكر أنها ستكون في مسرحية "الفزاعة" مرة أخرى في واشنطن العاصمة في ديسمبر.

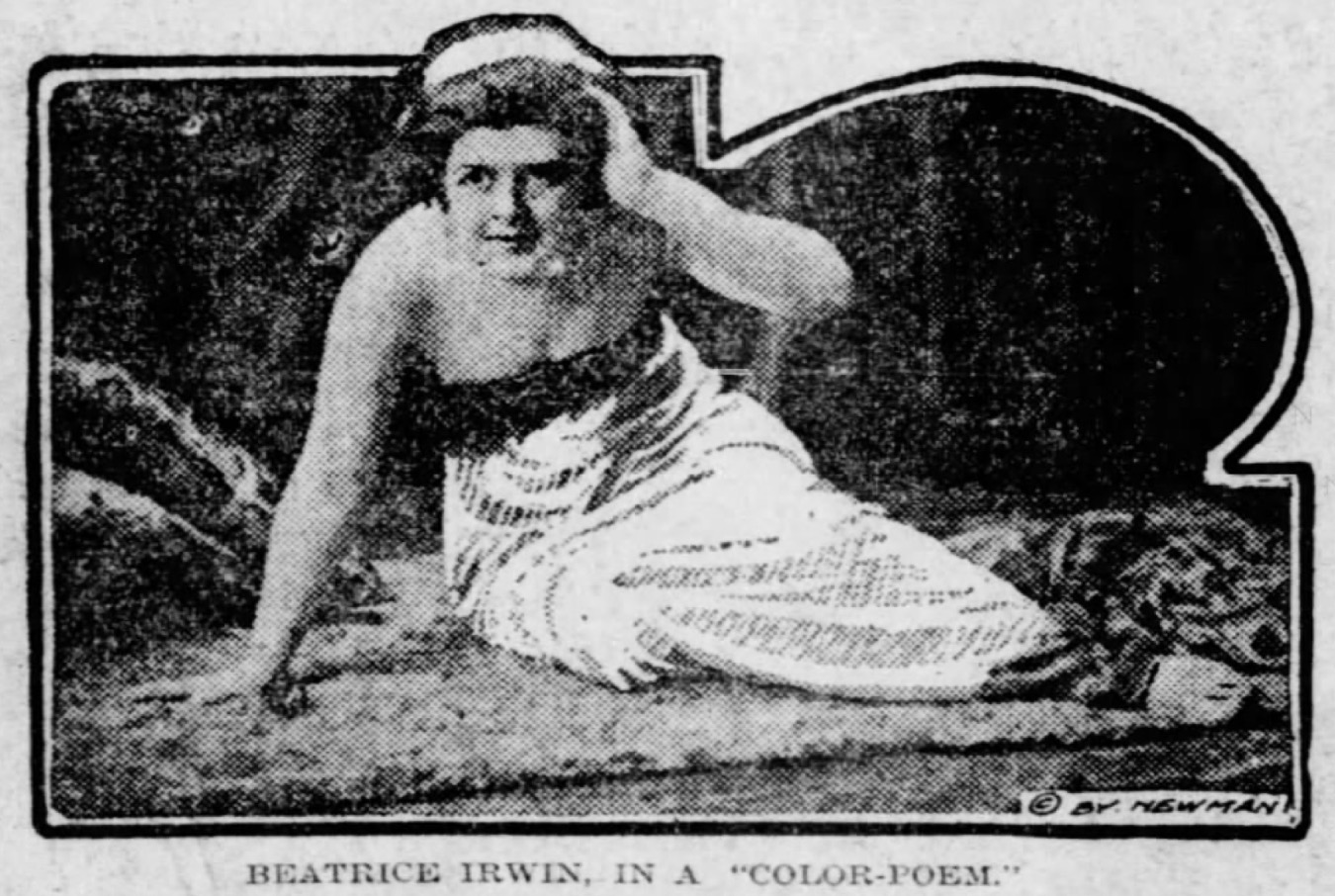
بياتريس إروين في "قصيدة الألوان" نشرت في الصحف في أواخر عام 1910.

ومع ذلك، في نفس الأسبوع الذي تم فيه الإعلان عن الخبر، لديها عرض منفرد في نيويورك حيث تم التركيز على جودة الإضاءات الملونة كجزء رئيسي من العرض الذي يظهر ربما في 21 زيًا مختلفًا لنساء من جميع أنحاء العالم. وشملت المراجعة الأكثر انتشارًا صورة بالأبيض والأسود وتعليقات مبهمة. ومع ذلك، كتب ريتشارد لو جاليان دفاعًا مؤيدًا لعرضها في رسالة إلى رئيس تحرير نيويورك تايمز. وكشف أيضًا أنه قام بمراجعة كتاب إروين القادم للشعر.

### الدين البهائي
تزامنًا مع بدء ظهور إروين طلبت والدتها أليس نشر كتاب حياة ورسائل السير جون هول.:p544 في يناير 1911 كانت إروين لا تزال في جولة مع فرقة المسرح في أمريكا. واصلت الأداء حتى أواخر يناير، لكن قبل بضعة أيام من فبراير استقالت من عرض لندن لمسرحية "الفزّاعة" بسبب المرض.
ظهرت الإشارة إلى شعرها مرة أخرى في مايو، وأكتوبر. في هذه الفترة، عبد البهاء الذي كان حينها زعيم البهائية معروفًا في رحلاته الأولى إلى الغرب وكان بالفعل في تواصل مع الدوائر الثيوصوفية أثناء وجوده في بريطانيا.

كيف أصبحت مرتبطة بالبهائيين غير واضح. كتبت عن مقابلتها الثانية مع عبد البهاء:
في هذه المناسبة سألت عن آراء عبدالبهاء حول التطور النفسي، الذي (يُعتبر - وفقا لفهمها آنذاك) ميزة أساسية في الفلسفات الهندوسية والصوفية. كانت إجابته حذرة، لكنه بشكل عام لم يكن مؤيدًا للتجارب الصوفية، لأنه أشار إلى أنه لكي تكون ذات قيمة، يجب أن تكون هذه التجارب عميقة، وأن الظروف العملية للحياة في الغرب لا توفر عادة الوقت والصبر اللازمين لمثل هذه الأبحاث. مرة أخرى، كانت الملاحظة العملية هي التي هيمنت على خطاب هذا العراف الشرقي، لأنه أصر على أنه في الظرف الحالي، هناك حاجة أكبر إلى التطور الروحي العام من الثقافة النفسية الفردية، وأن هؤلاء الذين يستطيعون فهم ونشر تعاليم البهائية سيكونون يمهدون الطريق لظروف ستكون نتيجتها التفتح النفسي العالمي الذي تتجه نحوه الإنسانية.
عبد البهاء كان في باريس من أغسطس إلى ديسمبر، 1911. بحلول ديسمبر تُنسب لها حضور عروض عبد البهاء في باريس. وصفتها البهائية المبكرة لورا كليفورد بارني قائلة: "بياتريس إروين، شقراء، شابة ذكية، جاءت إلى باريس لدراسة مهنتها…. كانت لديها موهبة غير عادية في اللون واستخدام الضوء والظل…. بالنسبة لها، كان الجمال تعبيراً عن الروحانية. عندما جاء عبد البهاء ليقيم في باريس، عقد تجمعات صغيرة…. كانت بياتريس إروين حاضرة كثيراً." بعد سنوات عديدة، تذكرت إروين كيف أمضت ستة أشهر مع عبد البهاء في باريس، "ممتنة للالتقاء به يومياً... وللاندهاش من عالمية معرفته... ومن مدى وعمق تعاطفه مع حقائق الوجود." يُطلق على إروين لقب بهائية من قبل روبرت ستوكمان بحلول 1912 وآخرين.

#### الكتابة
في يناير، 1912، نشرت إروين كتابها الشعري بعنوان ثالوث الوثني وتم الترويج له في بريطانيا. يحتوي على أقسام "قصائد بلاستيكية"، "قصائد ملونة"، "قصائد نغمية"، "موسيقى اليابان"، و "أغاني العناصر".
عملت أيضًا مع عنايت خان - قائد صوفي. ينسب لها الفضل في تعرفه على الأوساط الأدبية “في مونكو عن طريق نادي الميناء... (و) اللورد دونساني... الذي كان مهتمًا جدًا برمزية الشعر الصوفي.” من جهتها، أشارت إلى أفكار صوفية حول اللون في عام 1915 قائلة "كان لدى الصوفيين الفرس أربع 'مدارس لون' حيث طوروا إدراكاتهم. كان الذهبي مخصصًا للتطور من خلال فهم الجمال، والأخضر مكرسًا للتقوى، والأسود للعقل والحكمة، والأبيض للنشوة والإلهام. لذلك، عبر العصور والأراضي المختلفة، نجد الإنسان يمتلك معرفة تحت الوعي ووعي بقيمة اللون، والعلم الحديث يوميًا يثبت صحة التعاليم السحرية القديمة.":p28 قد يكون هذا أيضًا عندما عملت مع أكسل فاكتمايستر، ملحن سويدي كان يعيش في باريس، على بعض المشاريع في ضوء ثيوصوفي يشمل الأغاني التي كتبت كلماتها لعمل من أعماله الذي نُشر في عام 1914.:p186،200 يذكر إروين "لقد قابلت أيضًا ملحنًا دخل في فكرة اللون في علاقتها بالموسيقى، والذي تعاونت معه على قطع موسيقية انتهينا منها الآن" (محرر: بحلول عام 1915).:p9

في فبراير نُشرت قصيدة "L'Éternelle Idole" في صحيفة فرنسية في أوائل عام 1912:
يا قمة الثلج لرغبتي،

فجر أبدي أتنفسه،

أنا شمسك.

أبحث عن صدرك الاعمى من الفرح

أنت الراحة. ألهمني

إيقاظي النهائي!

دع نفسك تذوب تحت حرارتي

اخمد حمى في الشحوب الخاص بك

عجب دنيوي
في أبريل، كانت الثالوث الوثني متوفرة أيضًا في نيويورك. أهدته إلى أوغوست رودان واشتملت على عدة قصائد عن أعمال رودان وتمت مراجعتها في عدد من الأماكن الأدبية بتقدير متباين. لقد التقت برودان في وقت ما، ربما ق. 1910–1912، في يوم ربيعي، كتبت عنه بعد وفاته.
أثناء تغطية الأخبار كانت في مسرحية من إنتاج جون لين "أربع نجوم جديدة" مع "ظل القوة"، "هيكتور جرايم" و "قصة صبي المحراث". ثم أعادت تقديم عرضها قصيدة اللون في لندن في مايو، متعلقة أيضًا بكتابها. يتبع ذلك العرض بآخر هذه المرة بمرافقة القيثارة وهذا يؤدي إلى عرض آخر وبالفعل تمت عدة عروض في يونيو. هناك إشارة إلى مراجعة سلبية مختصرة لأدائها في الأصل في يونيو، 1912.
ينتهي العام بمراجعة لكتابها من القصائد في المراجعة الغامضة.

#### عام 1913 مع عبد البهاء في باريس
في أوائل عام 1913 عاد عبد البهاء إلى أوروبا وتحدث مع الرسام ذو الصلة بالثيوصوفيا جون دنكان أثناء تواجده في اسكتلندا. من المعروف أن إروين زارته في لندن في أواخر يناير 1913. كانت البهائية المبكرة فاني كنوبلوخ تتذكر إروين في عام 1913 في باريس بين 80 حاضرًا في محاضرة له تُرجمت لأول مرة من قبل هيبوليت دريفوس إلى الفرنسية ثم طلب عبد البهاء بشكل عفوي من إروين المدهش أن يقدم الترجمة إلى الإنجليزية للأمريكيين الحاضرين. كانت معه يومياً من 23 مارس. كان قد تواجد هناك منذ أواخر يناير لبضعة أشهر. كتبت إروين نفسها عن البهائيين في نوفمبر التالي في المراجعة الباطنية. يلخص المقال تاريخ البابي-بهائي، ويشير إلى عمل لورا كليفورد بارني والمجلة المبكرة التي أُنتجت في الغرب تسمى نجم الغرب، وبدأ بناء دار العبادة بالقرب من شيكاغو، والجاليات البهائية التي اجتمعت كثيرًا في لندن وباريس، وعبد البهاء والرحلات وزيارتها له سابقًا. ثم استمرت في مراجعة تعاليم وأدبيات الدين كما فهمتها حينها. ثم تستعرض، للجمهور الذي يقرأ المراجعة الباطنية الاتجاهات والتجارب من اللقاء الصوفي الغربي: 
لم يشهد الغرب أبدًا عصرًا أكثر خصوبة من الحالي في الأديان والفلسفات لتطوير القوى النفسية للإنسان، ولتفسير القوانين التي تربط الواقع المرئي بالواقع غير المرئي. كانت الموجة الأولى من هذه الدراسات الأثيرية متجسدة في علوم التنويم المغناطيسي والمغناطيسية الحيوانية؛ وتبعها الروحانية بخدعها وحقيقتها وظواهرها المثيرة. تم تجاوز هذا الجسم المحدود بالتعبير عن الحركة الثيوصوفية، التي لم تكن خالية من الظواهر، وشرحت الفلسفة الصارمة لبوذا من خلال تعاليمها، ومن خلال أدبها الذي هو مهم ومليء بالاهتمام.
ثم تبعت ذلك جمعية الأبحاث الروحية، التي تهدف إلى اختبار والتحقق من التقدم الروحي وفقًا لخطوط علمية. قد يصف المرء تقريبًا حركات التفكير الجديد والتفكير العالي والعلم المسيحي بأنها النتائج العملية للتنويم المغناطيسي والروحانية والتيوصوفيا، حيث أن هذه الطوائف الغربية الأحدث، والأساساً العملية، قد اهتمت بالنتائج الملموسة للقوة الغيبية على المستوى المادي.

ومع هذه الحركات، وصل إلينا من الشرق تدفق من الفلاسفة اليوغيين، الذين عَّلَمُونَا أن سر الحقيقة والتطور النفسي يكمن في علم التنفس وفق أساليب معينة لديهم المعرفة بها. وهكذا نجد حركة البهائيين قادمة إلى الغرب وسط ضوضاء حقيقية من المعتقدات! إن التعاقب السريع وتنوع هذه الحركات يدل بوضوح أننا عطشى لآفاق أوسع، لبعض اليقين الروحي الذي سيكون له تأثير عميق ليس فقط على النمو الفردي، بل على النمو والولاية الشاملة. لقد تركتنا صرخات هذه الطوائف المختلفة في حالة ارتباك وقلق. هل يمكن للحركة البهائية أن تقدم لنا ما نحتاجه؟ هل هي، كما لو كانت، جذر الشجرة التي بدأنا ندركها، الشجرة التي كانت هذه الحركات الأخرى مجرد أغصان متمايلة ألقت بظل ممتن على حر وبعء بحثنا؟ بما أننا نطالب بيقين روحي وراحة، فإن أعيننا المتعبة لن تتضرر إذا استرحت قليلاً على السكينة القائمة بذاتها لهذه الدعوة الشامخة، لأنها تتمتع بمنظور ثاقب وواسع بما يكفي لتلبية جميع احتياجاتنا.

 استجابة لرسالة إلى المحرر تنتقد تاريخها وحاولت تمييز الجهود الثيوصوفية وأولئك المخلصين ليسوع، على الرغم من أن الكاتب يعترف بأن "الحركة البهائية بلا شك ذات قيمة أخلاقية، وجميع نقاطها الرئيسية ممتازة. لكنها لا تزال، بقدر ما يمكن القول، على قاعدة روحية مادية، يُقالُ أنها لروحية. قد يكون القادة، مع ذلك، على قاعدة روحية حقاً. إذا كان الأمر كذلك، فبمجرد أن يمتلكوا مفتاح معجزات يسوع، سيبدأون فوراً في تحقيق نتائج رائعة بأنفسهم." قبل أن يواصل أفكاره حول العلم وراء الغموض.}}

قالت فيما بعد: 
"عبد البهاء، الرائي الفارسي العظيم والقائد الحالي لحركة البهائيين، قال إنه يجب أن نعيش في أجسادنا كما في علبة زجاجية، يمكننا من خلالها رؤية كل الجوانب بوضوح؛ ولكنه يضيف بحدة، 'لا أحد يمكنه تنظيف خارج هذه العلبة إلا نحن أنفسنا!'":ص13
قصيدة لـ "إروين" مستخدمة في كتاب عسل بري من تأليف سينثيا ستوكلي صدر في عام 1914.

#### الحرب، لندن، وأمريكا؛ علم الألوان الجديد
في أوائل عام 1914 أُرسل شقيق إيرفين إلى غرب إفريقيا، وعاد في عام 1915 وكان جنديًا يقاتل في بلجيكا وفرنسا ولكن من مايو 1917 أصبح مدربًا للمدفعية ثم في نوفمبر أُرسل إلى إيطاليا.
رسالة من عبد البهاء إلى إروين في لندن في أكتوبر، نُشرت في Star of the West في ديسمبر 1914 استجابةً لرسالة كتبتها في وقت سابق. تتحدث عن تشجيعها على نشر الرسالة التي كتبها قائلًا جزئيًا عن الحرب المتزايدة: "يا أيها الناس!… أسرعوا أسرعوا، لعلّكم تصبحون قادرين على إطفاء هذا الحريق العالمي المتعدد الشُعل بالماء من أفكار الديمقراطية الروحية الوليدة والحريّة السماوية، ومن خلال عزمكم الملهم من السماء قد تدخلون العصر الذهبي للتضامن الدولي والاتحاد العالمي."
في تلك السنة نُشرت أيضًا قصيدة. في يناير 1915 نُشرت قصيدة "لوتس" في ولاية نيويورك، ونُشرت لها قصيدة أخرى أيضًا في ساكرامنتو في أبريل، ومايو.
بحلول 31 يوليو كانت من بين العديد من الكتاب المدعوين من جغرافيات واسعة لحفل استقبال في سان فرانسيسكو. تلا ذلك في أكتوبر–نوفمبر إعلانات بأنها كانت تقدم عروضًا لدراساتها حول فن وعلم اللون في جناح النرويج في معرض سان فرانسيسكو بنما–الباسيفيك الدولي على مدار 3 أيام وشمل ذلك ترويج كتابها الجديد العلم الجديد للون. وقد فازت بميدالية برونزية عن عروضها.:facing p128 هذا هو بداية العديد من العروض والوصول إلى المهندسين والتقنيين وأشخاص التسويق بعملها في تكنولوجيا اللون. في هذا الوقت يمكنها أن تقول إنها "ولدت في الهند، وروح الرحالة الشرقية قوية في عروقي. لقد عشت في إنجلترا، أمريكا، أفريقيا، الصين، وفرنسا على التوالي، وزرت أستراليا، اليابان، ألمانيا، إيطاليا، وبلجيكا، لذا يمكنني الادعاء بشكل عادل بمساحة دولية من الملاحظة.":p14
في عام 1916، بدأت التغطية لعمل إروين العلم الجديد للألوان أولاً محلياً بعد ظهورها إلى الجنوب الآن في سان دييغو حيث ساعدت في جمع التبرعات للإغاثة بسبب فيضان، (انظر تشارلز هاتفيلد،) وتم تضمين قصيدة لها في برنامج عمارة وحدائق معرض سان دييغو في معرض بنما-كاليفورنيا. وحدث دعاية وطنية على وجه التحديد عن العلم الجديد للألوان في مارس وتواصلت في أوائل عام 1917. وفي وقت ما بين فبراير ونوفمبر ذهبت إروين إلى أمريكا الوسطى لفترة تروج لعقيدة البهائية،:p200 استجابةً لبعض الأجزاء الأولى من ألواح الخطة الإلهية لعبد البهاء التي نشرت حول ترويج الدين في جميع أنحاء العالم. في يونيو نشرت قصيدة وبحلول نوفمبر كانت في باترسون، نيو جيرسي، تقدم عرضاً في مؤتمر للحرير. واستمرت التغطية بشكل متقطع لعملها ووصفوها بأنها "عالمة ألوان" وعنها "... إنها لا تقوم فقط بالأشياء العادية بطريقة مختلفة. وبدلاً من ذلك اختارت مجالاً خاصاً بها"، حتى في حين نشرت بعض من قصائد إروين في أماكن مختلفة. استمرت التغطية على عمل إروين في الألوان، لكنها باعت حقوقها في الكتاب في أواخر يناير 1917.

#### عمل قديم وعمل جديد
كان يُطلق على عملها السابق في "قصيدة اللون" في كثير من الأحيان وصف العمل الريادي في ربيع عام 1917 وما بعده. ونُشرت بعض قصائدها المكتوبة أيضًا. قدمت في نادي نيويورك الانتقائي للنساء عن "النظافة اللونية في المنزل" في منتصف فبراير، وبحلول أواخر أبريل قامت بالإعلان عن طلاب عملها، وألقت محاضرة بهائية متزامنة مع الاحتفال البهائي بعيد الرضوان. بينما ربط بعض التغطيات عملها بالروحانيين والوسطاء علق آخرون على ظهورها في الاجتماعات التقنية/الهندسية الصيفية، والتي أصبحت بالتالي تطبيقات تكنولوجية محددة لها حيث تقدمت بطلبات للحصول على براءات اختراع تم منحها في النهاية تحسينًا لتقنية الفوانيس اليابانية والصينية الملونة. واهتم آخرون بمسألتها حول اللون في علاج الأمراض في بريطانيا، بالإضافة إلى المزيد من التغطية في الأخبار في كاليفورنيا. عرضت إروين (براءة الاختراع قيد الانتظار) إضاءة مرشح اللون في ندوة الألوان في نيويورك في 11 أكتوبر 1917،:p21 وجُمعت الأوراق المقدمة للندوة وتم نشرها لاحقًا. وشمل ذلك لوحة من المساهمين لتبادل التعليقات حول مختلف جوانب المجال بما في ذلك علم نفس الألوان. وتضمن بصفة خاصة تبادلاً بين ماثيو لاكيش وإروين:
- لاكيش: "... أنا أتفق كثيرًا مع آمال الآنسة إروين في مستقبل اللون في المجال الذي ناقشته. لقد أعربت عن آرائي بخصوص هذا المجال في ورقتي وأماكن أخرى لكني أرغب في إطلاق تحذير. في المقام الأول تبدو الآنسة إروين تعتقد أنها تتعامل مع موضوع 'جديد'، ولكن في الواقع، هذا الجانب من اللون ربما يكون الأقدم بين العديد من الجوانب التي اهتم بها الإنسان على مر التاريخ. البدائي الأول الذي وضع ريشة حمراء في شعره اعترف بتأثير اللون بشكل طفيف على الأقل. أعتقد أنه من الجيد أن نجرب بشكل متطرف في هذا الاتجاه الذي ناقشته الآنسة إروين لكن قبل أن تُقبل بعض استنتاجاتها بشكل عام بين العلماء - مكتشفي ومنظمي الحقائق - يجب تقديم إثباتات أكثر كفاية. لقد أثرت أن لا يوجد مجال أكثر إثارة وفائدة بالنسبة لعلماء النفس من مجال اللون..."
- إروين: "أنا آسفة لأن السيد لاكيش يعترض على مصطلح 'العلم الجديد'، لكن كما قلت في ورقتي هو قائم على حقيقة التخصص في اللون. في الماضي كان لدينا تعميمات، لكن عملي يهدف إلى التخصص وأدعي أن الأحمر يمكن أن يكون مهدئًا ولونًا لاستعادة العافية بالإضافة إلى كونه منشطًا، وهو التعبير الذي تم الاعتراف به حتى الآن. وقد تم تحدي هذا التخصص من قبل الأطباء في سان فرانسيسكو الذين حضروا محاضراتي في المعرض الدولي هناك، ووجهت لي دعوة لاختبار ادعاءاتي في مختبر الدكتور أبرامز باستخدام جهازين، وهما المقياس النشط والمقياس التنفسي. أخذت الألوان التسعة، ثلاثة أحمر، ثلاثة أخضر، وثلاثة أزرق، والمعروفة تباعًا بمهدئات، مقويات ومنشطات. وتبين أن الاختبارات أثبتت صحة تصنيفي، وبالتالي يتم في سياق هذا التخصص استخدام كلمة 'جديد' في عملي."

في مارس 1918، بعد وفاة رودان، نشرت مقالة "رودان كرسام غامض" في دورية الاستوديو الدولي، النسخة الأمريكية من The Studio. كتبت إروين عن تجربتها في فنه جزئيًا من زيارتها لمنزله، وخاصة رجل بكسر في الأنف، نصب تذكاري لبالزاك، وأبواب الجحيم لكنها أشارت أيضًا لأخرى، "جميعها مجموعة معًا في تنوع تتضح وحدته الشاملة الجارفة، الكاملة، وحدة الفن الجديد، الجمال الروحي.… إنها التعبير المتوازن لهذه الصفات المتباينة ظاهريًا، الحماسة القدسية والهدوء الوثني، التي تشكل الكلمة المفتاحية، القوة، ومعجزة فن رودان، والتي تكشف الرجل ذاته كغامض وثني عظيم." وتابعت للإشارة إلى إحساسها بما يفعله الإبداع: "تجسيد أي شيء، سواء كان نحتًا، أو قصيدة، أو أغنية، أو اكتشافًا علميًا، هو إلى حد ما نتيجة تأثير وعي الإنسان مع الأثير الكوني. بعبارة أخرى، نتيجة الاهتزاز، والعمل الفني المنجز أو العلمي هو ذكرى الإنسان لتلك الاهتزازة، أو مجموعة الاهتزازات، التي شهدها بشكل واضح. هذه الرسائل الشكلية من الضوء، أو الاهتزاز، يحبسها بعد ذلك في الأشكال التي تُسعد أعيننا، والتي نسميها الأعمال الفنية.… لقد ترجم (رودان) إدراكاته للحقيقة الغامضة بقوة في العديد من أعماله…" ترى عمله في كل من التفكير الوثني والمسيحي وكانت قد تشجعت في عملها من قبل رودان الذي تنقل عنه القول: "هذا بالتأكيد شيء يجب علينا دراسته ومعرفة المزيد عنه. لا شك أن هناك خصائص شفائية ومخفية في اللون." تتكهن أن الأجنحة قد تكون الرمز الذي يمثل أفضل التقديرات الجديدة في الفن. لقد تم اقتباس إروين بخصوص الحاجة لرموز جديدة لعصر جديد في ذلك الوقت، وذُكرت بعد عدة عقود. وفي الوقت نفسه، كان عملها على اللون يجذب انتباه الآخرين أيضًا.
إيرفين كانت "محاضراً خاصاً" في مدرسة شاليف العادية للرقص في نيويورك، (انظر لويس هارفي شاليف)، منذ مايو 1918 وحتى ديسمبر 1919. كما ظهرت إيرفين في تصويرها في مجلة لاديز هوم جورنال في قطعة مُصطنعة بعنوان "المرأة بعد الحرب في مجال جديد". كما كان هناك تغطية في سان دييغو أنها افتتحت استوديو في نيويورك، وتم ملاحظة تكرار حديث يشير إلى عملها كذلك.
في عام 1919، لاحظت أنها قد قامت بالإضاءة لعدد من الأحداث: حدث غير مسمى في قاعة الاحتفالات بفندق ريتز-كارلتون وآخر في فندق ماكألبين الذي استضاف مؤتمر البهائيين باستخدام "نظام مرشحات الألوان إروين". كان هذا سيكون المؤتمر الذي استضاف تقديم مجموعة كاملة من ألواح الخطة الإلهية إلى المجتمع البهائي في أمريكا. كما انضمت إروين إلى الرسالة الجماعية في أغسطس إلى عبد البهاء للعودة إلى أمريكا حيث يُذكر اسمها من بروكلين. عملها المتقدم في مهنة الإضاءة شمل تغطية عملها وعرضها الآخر في مؤتمر جمعية هندسة الإضاءة لأمريكا الشمالية (IESNA) في أكتوبر.
في يناير 1920 حضرت استقبالًا على شرفها في واشنطن العاصمة، من قبل البهائية المبكرة في العاصمة لويز ديكسون بويل، زوجة مهندس البناء إلداريدج روجر بويل. انضمت إروين أيضًا إلى اجتماع فرع النساء في الجمعية الأمريكية للمهندسين في نيويورك في نادي كوزموس في الربيع. لاحقًا في أكتوبر كانت ضمن مجموعة قليلة مختارة من البهائيين المجتمعين حول سؤال دمج المحفل الروحاني، الوحدة الحاكمة المحلية للجماعة، في نيويورك. عقد هذا الاجتماع وسط سلسلة من الاجتماعات البهائية التي انعقدت من ديسمبر 1920 إلى أكتوبر 1922 أو نحو ذلك، مع أشخاص آخرين من بينهم ماري هانفورد فورد. ربما وجدت روحًا شبيهة في أهمية اللون، وعمومًا في الرسم، في فورد وأيضًا ظرف من الانخراط المجتمعي. كانت فورد قد انضمت إلى الدين قبل حوالي 20 عامًا وكانت لوقت طويل متحدثة عن اللوحات واستخدام اللون. بهائية أمريكية مبكرة أخرى كانت تستكشف اهتماماتها في اللون، وأيضًا تستخدم اسمًا مستعارًا، كانت أورسيلا ريكسفورد. ربما كانت إروين أيضًا على علم أو قابلت البهائية المبكرة والبارزة لوا غيتسينغر التي كانت لها أيضًا اهتمام عميق باللون. في يوليو قامت صحيفة بتغطية تكنولوجيا اللون الخاصة بإروين.
بينما كتبت مقالاً نُشر في The Occult Review تراجع فيه عملها الخاص في الجمعيات الهندسية، أفكارها حول التطبيقات الطبية للإضاءة الملونة، وأهمية ذلك في البيئات المستشفياتية. بحلول أواخر عام 1920، كان يتم الترويج لكتابها على نطاق أوسع وكانت تعرض نماذج التركيبات الضوئية في The Atlanta Constitution.

#### دوائر ومحاضرة حول الألوان
في عام 1921، تم تسجيل نشاطها في نيويورك في دوائر البهائيين عدة مرات وهي تعمل مع أوربين ليدوكس وآخرين، وتم الإعلان عن كتابها، بينما قدمت "تأثيرات الألوان في الإضاءة" إلى مؤتمر الضوء الكهربائي في بوفالو وأعلنت عن علامة تجارية لتركيبات الإضاءة التي كانت تروج لها في فبراير والتي غطتها لاحقًا الصحف والمجلات التجارية. 

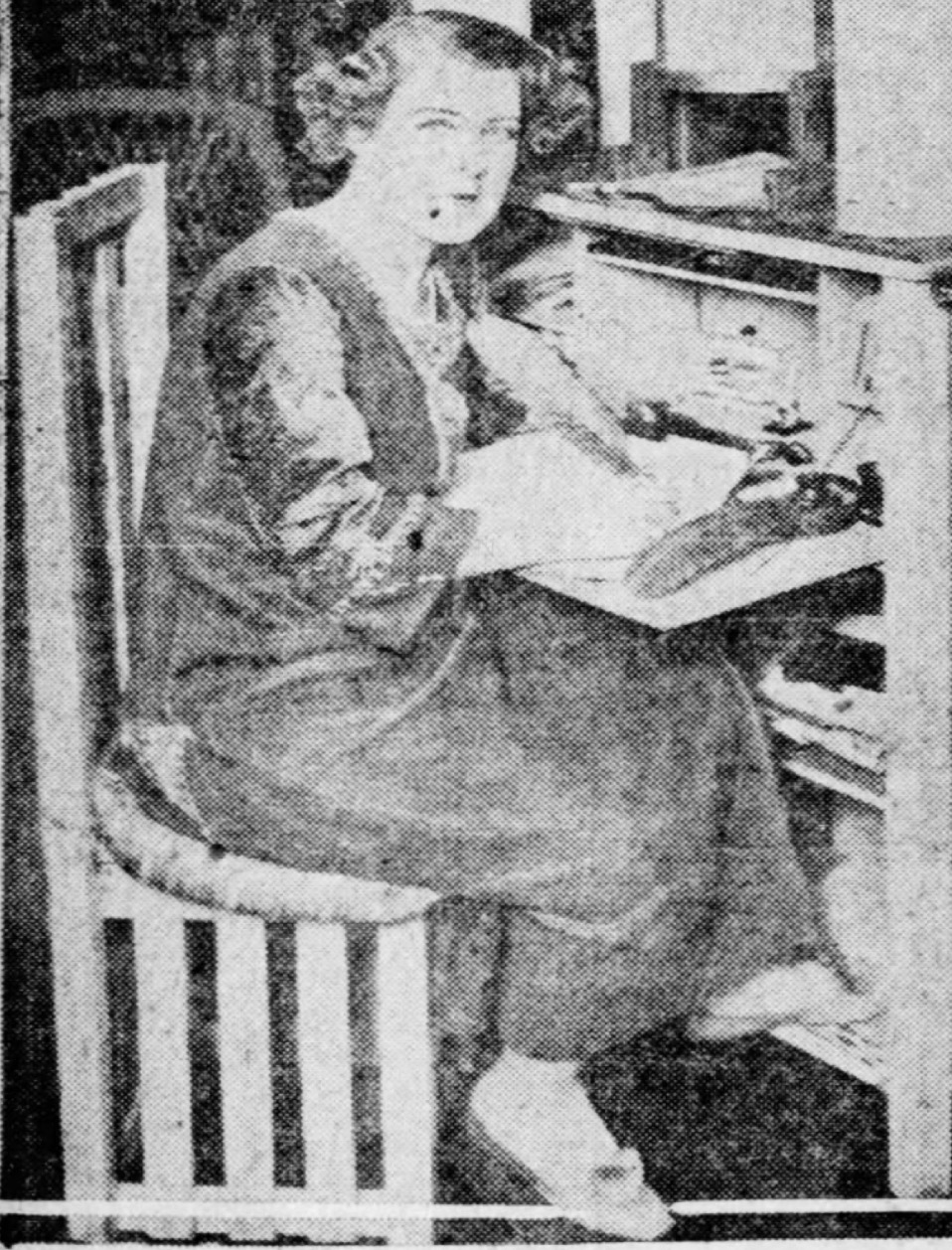
بياتريس إيرفين في 1922 كخبيرة في الألوان وعضو في جمعية هندسة الإضاءة في أمريكا الشمالية.

 تم تسجيل هذه المحاضرة بشكل خاص: "لأول مرة في تاريخ الجمعية، تم توجيه خطاب في مؤتمر من قبل امرأة عندما تحدثت الآنسة بياتريس إيروين، زميلة في الفنون من جامعة أكسفورد في إنجلترا، وعضوة في IES ومؤلفة لعدة كتب، إحداها بعنوان علم الألوان الجديد، حول 'تأثيرات الألوان في الإضاءة'. قامت الآنسة إيرفين بدراسة علمية لجميع أشكال اللون وهي الآن تطبق نتائج معرفتها على الإضاءة الكهربائية. تظهر الميزات الرئيسية لحديثها في مكان آخر من هذا العدد." عُرِفت إيرفين في المؤتمر من قبل ويليام إل. جودوين، شخصية بارزة في الجمعية الوطنية للضوء الكهربائي، والحشد الذي حضر عروضها "ازدحم لمشاهدتها". وحُسِبَ لها درجة البكالوريوس في الفنون من أكسفورد وزمالة في جمعية هندسة الإضاءة. كان كتابها العلم الجديد في طبعته الرابعة. أكد جودوين على عملها جزئيًا لأنه كان دخولًا جديدًا في الميدان وجلب بالضرورة ابتكارًا في الأساليب حيث يميل معظم الممارسين إلى تقليد بعضهم البعض. "وصل عمل الآنسة إيرفين إلى النقطة التي لديها فيها الآن شيء محدد...". كان هذا النوع من التغطية منعكسًا في مجلات التجارة الأخرى، بما في ذلك تلك التي ألفتها أو اقتبست من حديثها. بحلول عام 1922، أُعلِن عنها كعضوة في جمعية هندسة الإضاءة في أمريكا الشمالية. وكان إنتاجها لشواحن الضوء الملونة صدى. وأثناء ذلك، واصلت تقديم العروض في الاجتماعات مثل اجتماعها في أوائل أبريل 1922 في ثقة الأوبرا.
ذلك العام حضرت أيضًا بعض الأحداث اللاحقة من عمل آرثر كونان دويل في الروحانية، وكتاب من الدوق المطلق حديثًا يشير إلى إصراره وخصاله الأخرى. أشار إروين إلى تقديم معارض في باريس والتي كانت ستكون في وقت لاحق من عام 1922 وامتدت إلى عام 1923.:pp35،135
في نوفمبر 1923، عرضت إروين مرة أخرى في مؤتمر IES في نيويورك، وتم الاستشهاد بمدخلاتها حول تأثيرات الألوان مرة أخرى في الصحف، ومرة أخرى في The Occult Review في ديسمبر.
مجموعة من الرسائل من عبد البهاء إلى الدكتورة سوزان مودي تم إعطاؤها لإروين في أواخر صيف 1924. تم ذكر "نظام مرشح اللون إروين" الخاص بها ليصل إلى انتباه ويلسلي تيودور بول، وهو شخص آخر مبكر ذو اهتمامات قوية بالبهائية والثيوصوفية الذي شارك عملها مع صديق.
في 12 نوفمبر 1924، ألقت إروين كلمة في الاجتماع التأسيسي للجمعية الكهربائية البريطانية للنساء الذي عقد في شارع 1 Upper Brook، في منزل السيدة كاثرين بارسونز، ونظمته كارولين هاسليت. حضر الاجتماع شخصيات رائدة في عالم الهندسة ومنظمات النساء، وتُنقل عن إروين قولها: "صورة رائعة للمنزل الأمريكي الموفر للعمالة" كجزء من النقاش.
في عام 1925، لوحظت "من باريس" أو "من اليونان" حيث عادت الآن وقدمت بعض المحاضرات في كاليفورنيا خلال الخريف والشتاء، بينما مرة أخرى استعرضت مقالة صحفية عملها في تكنولوجيا الإضاءة بالألوان. استمر نشاطها في كاليفورنيا في العامين التاليين مع أنواع مختلفة من الاستقبالات والمحاضرات التي قدمتها إما ككاتبة أو حول موضوعها عن اللون وتأثيراته. وسط التغطية، تم تنظيم استقبال لها في منطقة سان فرانسيسكو من قبل مجموعات شعرية نسائية.
في عام 1928، نشر اللورد روسلين كتابًا آخر بنفسه وذكر فيه إروين بشكل مقتضب. في هذه الأثناء، عرضت إروين في معرض لونغ بيتش باسيك سوثويست، حيث فازت بميدالية ذهبية،:مقابل صفحة 128 ونشرت لها قصيدة في صحيفة محلية في لونغ بيتش، وكانت تضيف استشارات مهنية في تخطيط المدينة وأداءات أخرى في كاليفورنيا. واستمر الأمر حتى عام 1929. وتمت إضافة كتاب لها إلى مكتبة في هاواي. في تلك الأثناء كانت تسافر إلى أوروبا حيث قدمت قصيدتها قصيدة اللون في المعرض الدولي في برشلونة عام 1929:صفحة 201 والذي أُغلق في يناير 1930.

#### الحج البهائي والإضاءة اللونية
ذهبت إروين في الحج في البهائية إلى حيفا، وهي آنذاك تحت الانتداب البريطاني على فلسطين، في أوائل عام 1930، وكتبت عن ذلك في أغسطس. وصلت على متن سفينة آر إم إس موريطنية الأصلية، التي غادرت نيويورك حوالي 20 فبراير، ووصلت إلى حيفا في 10 مارس. في نصها بوابات النور تتضمن صورة لـضريح الباب التقطت في أبريل.:facing p100 تأملت في وقتها مع عبد البهاء في باريس حيث تلقت "العديد من الأوامر والنبوءات حول السفر" التي شهدت تحققها "بطرق وأماكن غير متوقعة". كانت هناك لمدة 19 يومًا بما في ذلك في أبريل وشهدت نوعًا من المعجزة، كما أسمتها، من الوجود الدولي والأفعال التي خلقت جوًا … "قرابة مع حياة أكبر، أكثر تجريدًا، وفي نفس الوقت أكثر حميمية." كما أشارت إلى أن نحو 2500 شجرة أضيفت إلى المناظر الطبيعية بالإضافة إلى الزهور عن طريق تبرعات الحجاج تشكل "نصبًا تذكاريًا جديدًا للموت، وتفسيرًا لمعناه عند بوابة الحياة الأكبر والنمو الإبداعي." أُعيدت أفكارها وامتدت مع ملاحظة جنسيات الزوار الستة الذين توقفوا ليطمئنوا عليها حول الحدائق وضريح الباب بينما كانت تجلس هناك تقرأ - روس، ألمان، عرب، ترك، يهود، وأمريكان - في غضون ساعة واحدة؛ مكان الأرض المقدسة في مد الأحداث التاريخية الآن بما في ذلك الميناء في الخليج الذي يعدله البريطانيون. "على الرغم من التحديث والاستعمار، لا تزال الأرض المقدسة تنفث هدوءًا لا يوصف، والفرح العميق لأشياء لا يمكن التعبير عنها. هنا، تتداخل أسرار الروح والمادة، وتحافظ على توازن ينبئ بنظام عالمي جديد." ثم بدأت تذكر نفي بهاء الله وعائلته وأتباعه إلى السجن في عكا وأخيراً منحه التخفيف من حياة السجن بسبب "حياته في السجن وروحه التي تحظى بالاحترام الواسع." أبرزت حديقة الرضوان هناك وأشارت إليها على أنها "النقطة الأرضية الأولى للتحرر لرسالة البهاء الله"، وارتفاع ضريح الباب و، في ذلك الوقت، تسع حدائق متدرجة وجذبها مختلف المسافرين الدينيين والسياح. منظر ليلي مع الإضاءة مضمّن ولكنه غير مذكور إذا كانت الصورة لها أو بتقنيتها الضوءية. في ذلك الوقت كانت الغرف الخلفية الثلاث لضريح الباب قيد العمل. أشارت إلى نمو الحدائق تحت قيادة شوقي أفندي، وقد كان آنذاك رئيس الدين، ومنظر نحو عكا "يمتد ذراعه الأبيض للذكرى في المسافة الزرقاء."

بعد عودتها وكتابة رحلتها الحج، وقبل انتهاء السنة، نشرت كتابها التالي، بوابات النور، بعد يوليو. تشير فيه إلى البهائيين بشكل مباشر وتتضمن صورًا لتركيبين يتعلقان بالبهائيين قامت بهما في حيفا. تقول:
في الغرب، نحن لا نعتبر الدين جزءًا لا يتجزأ من الحياة، ربما لأن تعليمنا العلمي يجعل من المستحيل علينا قبول النظريات العقائدية أو الأرثوذكسية التي تضغط شغف الإنسان باللانهاية إلى قياساتهم الخاصة. إن رسالة الوحي البهائي التي جاءت عبر النبي الفارسي بهاءالله (1866) هي الأكثر انسجامًا مع نظرتنا الحديثة، حيث تشترط وحدتها الأساسية على اتحاد الدين بالعلم، والتسامح الديني العالمي، والبرلمانات الدولية والمساواة المطلقة بين الرجال والنساء.:p99
 قامت بإنشاء نسخة محمولة من مرشح لون إروين خصيصًا لاستخدامها في المقامات البهائية التي أسمتها "البوابة".:facing p64 كما تضمنت صورة في الهواء الطلق من أعلى التلال نحو مقدمة مقام الباب كما كان في أبريل 1930 مع الإضاءة التي وفرتها، (على الرغم من أن الصورة نفسها كما نشرت في الكتاب كانت بالأبيض والأسود.):facing p100 تتحدث أيضًا عن صعوبات المجال الناشئ للتنوير قائلة "أعبر عن شعور العديد من رفقاء ومهندسين مبدعين عندما أقول إن فن التنوير لا يمكن أن يأتي إلى الوجود بقوة حتى يُعترف بالمتخصص في الإضاءة كسلطة مستقلة، الذي يعتمد نظامه، رغم تعاونه، على دراسة أعمق وأكثر تفصيلًا للألوان والضوء مما يمتلكه المهندسون أو ممارسوه من الوقت لتكريسه لهذه الموضوعات. الجمهور بدأ يستيقظ تدريجيًا على هذه الحقيقة، رغم أن فكرته المحدودة بأن العمارة والديكور هي فنون جميلة، بينما التنوير هو مجرد ضرورة ميكانيكية، هي المسؤولة بشكل كبير عن الوضع الحالي.":pp17-8 تم التعليق على ذلك من قبل هيو روس ويليامسون في يناير 1931 مشيرًا إلى أن تقنية إروين لتلوين الإضاءة قد استخدمت في “محافل الماسونية في كاليفورنيا، إلى مقامات البهائيين في فلسطين، وأماكن أخرى”. في نوفمبر، ذُكرت في مجلة الطبيعة حيث ألقت محاضرة لصالح جمعية الكهرباء للنساء في نيويورك؛ كما ساعدت في تأسيس فرع في إنجلترا.:p199
في فبراير 1931 نُشر مقال لها في نجمة الغرب بعنوان "التعاون - الروحي والمادي". "واحدة من أكثر الجوانب انتعاشًا وحيوية في الوحي البهائي هي تقديمه للدين كمحرر تعاوني نحو حياة أوسع، ودعوة مستمرة إلى 'التحقيق في الواقع' وإلى تعبير فردي أكثر اكتمالًا، من خلال استخدام الكلمة افعل بدلًا من ما لا تفعل التي ترتبط عادة بالطقوس الدينية.… البهاء، والبهاء لله وعبد البهاء (كذا)، قد زودونا بمصباح سحري للإرشاد لننير الطريق الغامض والشاق! ذلك المصباح هو التعاون - المادي والروحي…." استخلصت أربعة أركان لهذا التعاون: التعاون الروحي بين الأديان، التعاون المادي عبر برلمان دولي، التعاون بين العلم والدين، والمساواة والتعاون بين الجنسين اللذين يرتقيان ليكونا حقوقًا إنسانية وأنه رغم أن البرنامج البهائي للإجراءات كان بالكاد قد بدأ فإن محاولات العالم في التعاون كانت "لا تحقق أي نتيجة". أكدت على التعاون بين الجسد والعقل والروح باعتبار أن كل منها ضروري ومع ذلك أوضحت أن الجمعيات والأفراد البهائيين لا يمكنهم تجنب الاضطراب في العالم. "… أعتقد أن المعرفة الدقيقة قدر الإمكان هي ضرورية للفهم الأساسي الصحيح الذي يتطور منه التعاون الكامل." في أواخر مايو، شاركت في جنازة بهائية في نيويورك، وفي يونيو تم تسجيل عودتها من لندن مع منزلها المدرج في هوليوود، كاليفورنيا، في أكتوبر كانت في معرض في نيويورك، ثم في مركز البهائيين في نيويورك ألقت حديثًا مع مارثا روت. كما تم تذكر إيرفين في بدايات تطوير المسرح.

#### الكتب والمحاضرات
بعد عام، تم تداول الكتاب الجديد بوابات النور بشكل أكبر في الأخبار، وكانت تلقي محاضرات في كاليفورنيا، وحوالي نفس الوقت نُشر لها قصيدة في مجلة صوفية. في عام 1933 تم ملاحظة بعض أعمالها كمشاركة في "بيت الغد"، (بيت ويبولت-روستون)، في عام 1933 للإضاءة بمرشحات الألوان في غرفة النوم الرئيسية، وتم نشر مقال قصير عن اللون الأخضر في مجلة صوفية، وفي إصدار نوفمبر من الثيوصوفي الأمريكي كتبت إروين قطعة شعرية تكريماً لآني بيزنت التي توفيت في سبتمبر.
في مارس 1934، لوحظ أن إروين كانت تقدم محادثات حول مشرق أذكار في محطات الراديو في شيكاغو وكليفلاند ونيويورك على مدار بضعة أسابيع، ولوحظ أنها عادت من برمودا في أواخر فبراير. في أبريل، كانت تقدم محاضرة بهائية في بروكلين. في أوائل مايو، لوحظ أنها عادت من برمودا. كانت إروين مدرجة في قائمة المتحدثين عن مشرق أذكار في منطقة شيكاغو خلال العام.
في عام 1935 توفيت والدة إروين التي كانت مريضة بشكل مزمن وحاد لبعض الوقت في شهر يناير. كما لوحظ أنها عادت إلى أمريكا من المملكة المتحدة في أغسطس موضحة نفسها ككاتبة، ذات خلفية أيرلندية، ولدت في الهند، وأن جواز سفرها قد صدر في واشنطن العاصمة في يونيو 1934. وتمت ملاحظتها في كليفلاند في نوفمبر 1935.
عاد Irwins إلى سان دييغو في يناير 1936 حيث قدموا محاضرات عن البهائية رغم أن مكان المحاضرة الأولى قد تغير. وتحدثت مرة أخرى ذلك الصيف. ساهمت Irwin بمقال بعنوان "معجزات فلسطين الحديثة" في عالم البهائية المجلد السادس الذي نشر لاحقًا في عام 1937. يصف المقال حال فلسطين من خلال التاريخ الحديث ووصول وحياة حضرة بهاءالله والمجتمع المتنامي ويأخذ الموضوع حتى حقبة الثلاثينيات وتحولات الزراعة، وتحويل البحر الميت إلى مصدر للبوتاس والبرومين المستخدمة في المنتجات والأصباغ، والتصنيع والمباني والجامعات، والميناء في حيفا وخطوط النفط، وتضاعف السكان، والكهرباء والمتاحف.

#### الجولات البهائية
ومع ذلك كتب شوقي أفندي برقية في 1 مايو 1936، إلى المؤتمر البهائي السنوي للولايات المتحدة وكندا، وطلب التنفيذ المنهجي لرؤية عبد البهاء من ألواح الخطة الإلهية لتبدأ. وكتب في برقيته:

"أدعو المندوبين المجتمِعين لتأمل النداء التاريخي الذي أطلقه عبد البهاء في ألواح الخطة الإلهية. أحث على التفكير الجاد مع الجمعية الوطنية القادمة لضمان تحقيقها الكامل. القرن الأول من العصر البهائي يقترب من نهايته. الإنسانية تدخل في أطراف مرحلة حرجة للغاية من وجودها. الفرص المتاحة في الوقت الحاضر لا تقدر بثمن. ليت كل ولاية داخل الجمهورية الأمريكية وكل جمهورية في القارة الأمريكية تحتضن قبل نهاية هذا القرن المجيد نور دين بهاء الله وتؤسس الأساس الهيكلي لنظامه العالمي."
عقب البرقية المؤرخة في 1 مايو، جاءت برقية أخرى في 19 مايو تدعو إلى تأسيس رواد دائمين في جميع دول أمريكا اللاتينية. وقامت المحفل الروحي الوطني للبهائيين في الولايات المتحدة وكندا بتعيين لجنة إنتر-أميريكا لتتولى إدارة التحضيرات.
في وقت لاحق من عام 1936 انضمت إيرفين إلى هذه الخطط لنشر الدين، بدايةً من خلال إلقاء محاضرات عن الدين في جنوب كاليفورنيا ثم الانتقال إلى المكسيك. قامت إيرفين في البداية بالتعاون مع ماريون هولي، ثم غادرت إلى المكسيك بالقرب من فبراير، 1937، حيث تم ملاحظتها في مايو في مدينة مكسيكو، وقضت حوالي ستة أشهر. انظر البهائية في المكسيك. كل ذلك على الرغم من عدم إجادتها للغة الإسبانية، ولكن بناءً على اقتراح شوقي أفندي.
بينما كان إروين في المكسيك، أرسل شوقي أفندي برقية إلى مؤتمر بهاء أمريكا الشمالية لعام 1937 ينصح فيها المؤتمر بتمديد مداولاتهم لتمكين المندوبين والهيئة الوطنية من التشاور حول خطة التي تسمح للبهائيين بالذهاب إلى أمريكا اللاتينية وكذلك تضمين إكمال الهيكل الخارجي لمشارق الأذكار في ويلميت، إلينوي. في عام 1937، أعطى الخطة السبعية الأولى (1937-1944)، التي صممها شوقي أفندي، للبهائيين الأمريكيين هدف إقامة الدين في كل بلد في أمريكا اللاتينية. ومع انتشار البهائيين الأمريكيين بدأت المجتمعات والمحافل تتشكل في عام 1938 عبر أمريكا اللاتينية. عند عودتها من المكسيك، قدمت إروين العديد من العروض التقديمية حول الدين طوال الصيف مسلطة الضوء على المكسيك، وكتبت مقالة بعنوان "شاعر السلام وملك المكسيك" نشرت في مجلة البهائي نظام العالم مشيدة بنيزاهوالكويوتل والحفاظ الشعبي على الفنون ضد الإنتاج الضخم حتى وإن كانت بلدة تيكسكوكو نفسها بسيطة. أشارت إلى زيارتها في شهر يونيو ثم إلى تيكسكوتزينغو الأكثر جمالاً. ثم تقتبس شعراً محلياً مترجماً وجدته حيث قارنته بمزامير داود وأناشيد إخناتون.
امتدت أيضًا للحديث عن المكسيك بدءًا من يناير 1938 حتى أبريل في سان فرانسيسكو. بقيت في المنطقة تقدم محاضرات وتكتب مقالات، وفي هذا الأثناء نشرت أيضًا كتيبًا بعنوان Heralds of Peace. ووصفها مُراجع في سان فرانسيسكو بأنها "مزيج من مقالات قصيرة وشعر حول موضوع السلام بشكل عام كما أضاءته تعاليم الفارسي، عبد البهاء[sic]." لكن المراجع أصابه الارتباك بسبب استخدام إروين لمصطلح "الاهتمامات الكوكبية" الذي، وفقًا للمراجع، ربطته بالأبراج. "ومع ذلك، فإن الكاتبة صادقة في رغبتها في أن يفكر مزيد من الناس في السلام ويتوقفوا عن التفكير في الحرب، وصادقة في اعتقادها بأن هذا يمكن أن يساعد بطريقة ما." ذهبت إروين إلى مدرسة الصيف البهائية في جيزرفيل في أواخر يونيو، التي كانت المؤسسة قبل مدرسة بوش البهائية. ونُشرت قصيدة كتبتها عن الباب في World Order في ذلك الصيف أيضًا، بينما نُشرت أخرى في صحيفة في ولاية ميزوري. كما استغلت الفرصة آنذاك لزيارة العديد من مدن كاليفورنيا، عائدةً إلى لندن في أغسطس وخلال تلك الفترة أُجريت معها مقابلة في إذاعة BBC حيث تمكنت من التعليق على المعبد البهائي، قبل عودتها إلى الولايات المتحدة في منتصف نوفمبر. في ديسمبر بدأت تقدم محاضرات شهرية في مركز بروكلين البهائي بدءًا من ديسمبر، ثم يناير، ثم في مارس، قبل أن تكتب مقالة أخرى لـ World Order حول السلام، حيث تكتب عن إدراك السلام كونه نمطًا ليصبح إدراكًا يستند إلى الروح وحاجة للعالمية وليس مجرد أمر خارجي بينما كان العالم يعاني من نقصه. وفي الوقت نفسه، سافرت في نيو إنجلاند، منطقة ويلمات، ثم عادت إلى كاليفورنيا، حيث وصلت بحلول نوفمبر وألقت محاضرة عن المكسيك.
في أكتوبر 1940 كانت إروين في ألبوكيرك مع نموذج لمعبد تقدم محاضرة، وسرعان ما أصبحت مرئية في عدة مدن بكاليفورنيا. في أواخر ديسمبر شوهدت مرة أخرى في فينيكس. تمكنت من زيارة مؤتمر بين الأمريكيتين في جامعة جنوب كاليفورنيا في لوس أنجلوس في يناير 1941، لكنها كانت تتمركز بشكل كبير في منطقة فينيكس خلال ديسمبر. وفي الوقت نفسه تم تجنيسها كمواطنة أمريكية في مارس، وكان عملها في Heralds of Peace من المواد المشجعة في مشروع بهائي في الجنوب الغربي. ولكن في منتصف عام 1941 ذهبت إلى ريو دي جانيرو في يونيو، عادت من سانتوس في بداية أكتوبر، وكتبت عن زيارتها. من المعروف أنها زارت مع الرائدة البهائية ليونورا أرمسترونغ وقامت ببعض العمل المهني. بعد عام كتبت مقالًا عن تجربتها في البرازيل في النظام العالمي، تحدثت عن الحضارة البرازيلية الساعية للسلام بشكل عصري نسبيًا وعن فترة استعمار معتدلة نسبيًا. وأوضحت أنها كانت "مراسلة للنوايا الحسنة" تجوب البلاد باحثة عن قاعة اجتماعات تناقش بانتظام أفكار أوغست كونت وتحدثت مع معهد أوزوالدو كروز، كما كان يُطلق عليه آنذاك، ورغم أن الريف كان يبدو لعيونها "فقيرًا ومتخلفًا" إلا أنه كان أيضًا "خالٍ من التسول" وعموما كانت البلاد في ذلك الوقت "خالية من التوتر والشك والخوف".
هي كانت في بروكلين في يناير 1942 حيث قدمت عددًا من المحاضرات، قبل الذهاب إلى واشنطن العاصمة لمراجعة بعض رحلاتها مع الشرائح. بحلول مايو كانت في لوس أنجلوس لإلقاء بعض المحاضرات حول موضوعات بهائية واجتماعات تمتد إلى الصيف. كما كتبت رسالة إلى محرر لوس أنجلوس تايمز بعنوان "شمال إفريقيا - أرض السحر" في نوفمبر. رغم أنها بدأت بذكر تغطية الحرب والعلاقات التجارية التي كانت لأمريكا مع المنطقة ودعمهم لأمريكا، إلا أنها تتحول إلى تجربة سياحية للمدن والموانئ الحديثة وخاصة في المغرب وبوجه عام التأثير الفرنسي. في غضون ذلك، ساهمت إيرفين بقصيدة حول الباب في المجلد 8 من عالم البهائيين، أخرى تكريماً لمارثا روت، وكان يدين لها بالإسهام الأمريكي في جهود البهائيين في إنجلترا، وقدمت مقالًا بعنوان المواطنة الجديدة. تلاحظ أن المواطنة كانت "للرجل الذي يضحي بمصالحه الشخصية ورفاهيته لصالح المجتمع. المواطن، إذن، هو الذي من خلال قدرته ونكرانه للذات بنى تلك المدن العتيقة التي أورثت إلينا إرثها الغني من التعليم والثقافة والأخلاق"، تراجع نماذج من أشكال المواطنة عبر العصور ثم تقول "بألم تنازل الإنسان عن العديد من القيود الجسدية والعقلية والخلقية، ونحن الآن نقف في لحظة سامية في التاريخ، حيث يتم توسيع الوطنية للأوطان إلى وطنية للإنسانية، حيث يتقدم الإنسان من الوعي الذاتي إلى ذلك الاعتراف العلمي بوحدة الحياة الذي يعني وعي الروح. هذا الوضع يتطلب ولادة جديدة لكل من الإيمان والإرادة الحرة، وهو المشكلة الملحة التي يحلها الفوضى الحالية،... النمط الجديد للمواطنة الذي أعلنه بهاء الله يحتوي على بذور ديمقراطية روحية…."
كانت تُعطي محاضرات في منطقة لوس أنجلوس في ربيع عام 1943 ولاحقاً في الصيف تتحدث عن رحلاتها الدولية أو مع البهائيين. وبالنظر إلى أن السفر كان محدوداً أثناء الحرب، ظهرت هناك مرة أخرى في فبراير 1944. كما ساهمت وعلقت في عدة أجزاء من عالم البهائي المجلد 9.
في عام 1945، نُشرت قصيدة إروين "يوم الله" في إصدار فبراير من النظام العالمي، بينما كانت في منطقة لوس أنجلوس تلقي محاضرة. شاركت في الجهود للاعتراف بالدين في الأمم المتحدة في عام 1945.
ظهرت مرة أخرى في لوس أنجلوس في أبريل بعد عام. تم نشر مقالها "الحضارة الجديدة" في مجلة النظام العالمي في نفس الوقت. خلال العام المعروف أنها قد تشاورت مع اللجنة التي تدير معبد البهائيين في ويلمِت. وبحلول منتصف يناير 1947 كانت مرئية في لوس أنجلوس مرة أخرى.
بعد عام في أواخر عام 1948، تم تسجيل إيرفين في تونس وتوجهت إلى مرسيليا وسط سلسلة من الاجتماعات الأسبوعية والبث الإذاعي وجمعية انتخبت في أوائل عام 1949. كانت المبادرة بناءً على اقتراح شوقي أفندي. نُشرت صورة للجمعية في تونس في يونيو. عادت إيرفين إلى أمريكا ووصلت إلى لونغ بيتش، كاليفورنيا بحلول يوليو حيث ألقت عدة محاضرات بدأت بكتابها "Heralds of Peace" وذكرت رحلاتها الأخيرة، ثم عن "ما هي متطلبات حضارة جديدة؟". وقد أُدرجت رحلة إيرفين وعملها كما ورد من لونغ بيتش في شعور تفاعلي بالتهديد حول الحكومة العالمية في مقال أكتوبر في نيو مكسيكو بعد عام. ثم عادت للمشاركة في اجتماع إقليمي في نوفمبر في منطقة لوس أنجلوس مشيدة بنمو المجتمعات ما قبل الجمعية، وتحدثت هي نفسها في اجتماع في أوائل ديسمبر. وسط هذه الأنشطة، تم تذكر عملها على اللون والعروض التي قامت بها قبل سنوات. وفي الوقت نفسه، ألقت محاضرة في معبد البهائيين في أوائل سبتمبر. وبعد بضعة أسابيع كانت في سيدني تلقي محاضرة للدين.
في يوليو 1951، ألقت محاضرة في معرض فني وتم الإشارة إلى أنها كانت تملك مجموعة خاصة أعارت جزءًا منها لمعرض في لوس أنجلوس، وذكرت التغطية الإخبارية أجدادها السير جون وليدي هول. عادت إلى توسان، أريزونا، خلال معظم يناير من العام الجديد، ثم في مارس عادت إلى كاليفورنيا في سانتا كروز.
في أكتوبر وشهر نوفمبر 1953 كانت مرئية في سان دييغو تقدم العديد من المحادثات. في يناير 1954 تحدثت في نادي الحديقة عن "الحدائق الشهيرة حول العالم" والذي أعادت تقديمه في فبراير، عندما تم تذكر عملها عن الألوان في هاواي. احتفلت بعيد النوروز في سان دييغو وشاركت في محاضرة مع شرائح ملونة لمعابد البهاء، الأضرحة والحدائق. لاحقًا في ذلك العام انتقلت كمُبادِرة إلى مايوركا.

### الوفاة
توفيت إروين في عام 1956 في سان دييغو. "وفاة حزينة لمروج ثابت ومخلص ودؤوب للإيمان. الثواب مؤكد في المملكة. نصلي لتقدم الروح." كانت هذه برقية من شوقي أفندي إلى المحفل الروحي الوطني للبهائيين في الولايات المتحدة مؤرخة في 23 مارس 1956. بعضهم فقدوا أثرها في إسبانيا.:ص199 نشر البهائيون سيرتها الذاتية في عام 1970.